# Баранга, Аурел
Аурел Баранга (настоящая имя и фамилия — Аурел Лейбович) (рум. Aurel Baranga; 20 июня 1913, Бухарест — 10 июня 1979, там же) — румынский драматург и поэт еврейского происхождения. Автор текста первого государственного гимна Румынской народной республики «Zdrobite cătuşe».

## Биография
Баранга получил степень бакалавра в Бухаресте в 1931 году и высшее медицинское образование в 1938 году.
С 1936 г. начал печатать свои поэтические произведения в журнале «Билеты попугая» (рум. Bilete de papagal) под редакцией Т. Аргези. Работал в авангардных журналах. Сотрудничал с прогрессивным журнал «Уну» (рум. Unu), который возглавляли Саша Панэ и Молдов.
С 1949 г. до конца жизни был редактором сатирического журнала «Urzica»

## Творчество
Первые пьесы Аурела Баранги — «Бал в Фэгэдэу» (1946 г.), «Путешествие в Новую Каледонию». Одна из первых пьес А. Баранги, написанных им после освобождения Румынии в 1944 г. от немецко-фашистских оккупантов — «Сорная трава» (1949) посвящена участию интеллигенции в строительстве социализма. В пьесе «Черные годы» («За счастье народа», соавторстве с Н. Морару, Государственная премия в 1951 г.) показана подпольная деятельность румынских коммунистов, в «Триумфальной арке» (1955) — борьба против фашизма в Румынии. Утверждению моральных принципов нового, социалистического общества посвящена пьеса «Рецепт счастья, или То, о чем не говорят» (1957).
Из двадцати пьес, написанных румынским драматургом Аурелом Барангой, большинство — комедии и сатирические пьесы:
- «Золотой урожай» (1958),
- «Адам и Ева» (1963),
- «Будь осторожен, Кристофор» (1964),
- «Святой Митикэ Блажину» (1965),
- «Сицилийская защита» (1961),
- «Общественное мнение» (1967)
- «Ради общего блага» и др.

В них в остросатирической форме автор показывает борьбу с рутиной, бюрократизмом, групповщиной. Комедии Баранга входили в школьную программу, их ставили во всех театрах Румынии, транслировали по радио и телевидению.

## Киносценарии
- Победа жизни / Viața învinge (1950)
- Премьера / Premiera (1976)

Пьесы Баранги публиковались в переводе на русский язык. В 1973 г. вышел сборник его стихов.
Лауреат Государственных премий Социалистической Республики Румынии 1951 и 1954 годов.